# Primera División 1965 (Chili)
In 1965 werd het 33ste seizoen gespeeld van de Primera División, de hoogste voetbalklasse van Chili. Universidad de Chile werd kampioen.

## Eindstand
| Plaats | Club                 | Wed. | W  | G  | V  | Saldo | Ptn. |
| ------ | -------------------- | ---- | -- | -- | -- | ----- | ---- |
| 1      | Universidad de Chile | 34   | 25 | 7  | 2  | 86:36 | 57   |
| 2      | Universidad Católica | 34   | 21 | 9  | 4  | 71:39 | 51   |
| 3      | Rangers              | 34   | 18 | 8  | 8  | 76:63 | 44   |
| 4      | Palestino            | 34   | 16 | 11 | 7  | 70:42 | 43   |
| 5      | Everton              | 34   | 17 | 7  | 10 | 76:52 | 41   |
| 6      | Green Cross-Temuco   | 34   | 14 | 7  | 13 | 51:46 | 35   |
| 7      | Colo-Colo            | 34   | 11 | 12 | 11 | 65:55 | 34   |
| 8      | Audax Italiano       | 34   | 12 | 10 | 12 | 43:39 | 34   |
| 9      | Deportes La Serena   | 34   | 12 | 10 | 12 | 57:59 | 34'  |
| 10     | Santiago Wanderers   | 34   | 13 | 7  | 14 | 55:54 | 33   |
| 11     | O'Higgins (P)        | 34   | 11 | 11 | 12 | 49:53 | 33   |
| 12     | Unión Española       | 34   | 12 | 7  | 15 | 73:65 | 31   |
| 13     | Magallanes           | 34   | 11 | 9  | 14 | 41:57 | 31   |
| 14     | Unión San Felipe     | 34   | 13 | 3  | 18 | 59:86 | 29   |
| 15     | Santiago Morning     | 34   | 4  | 18 | 12 | 43:59 | 26   |
| 16     | San Luis             | 34   | 5  | 13 | 16 | 45:66 | 23   |
| 17     | Unión La Calera      | 34   | 8  | 7  | 19 | 41:73 | 23   |
| 18     | Coquimbo Unido       | 34   | 1  | 8  | 25 | 24:81 | 10   |

|     | Kampioen, gekwalificeerd voor Copa Libertadores 1966 |
|     | Gekwalificeerd voor Copa Libertadores 1966           |
|     | Degradatie                                           |
| (P) | Promovendus                                          |